# ストレートエッジ (企業)
株式会社ストレートエッジ（英: Straight Edge Inc.）は、日本のエンターテイメント企業。

## 歴史
2016年、KADOKAWA（アスキー・メディアワークス）の電撃文庫編集部で編集長、『とある魔術の禁書目録』や『ソードアート・オンライン』『魔法科高校の劣等生』などの担当編集者を務めた三木一馬が同社を退社し東京都中野区に設立。

## 作品履歴

### テレビアニメ
| 放送年 | タイトル                                                                 | 制作スタジオ                  | 備考                   |
| ------ | ------------------------------------------------------------------------ | ----------------------------- | ---------------------- |
| 2017年 | エロマンガ先生                                                           | A-1 Pictures                  | プロデュース           |
| 2018年 | ソードアート・オンライン オルタナティブ ガンゲイル・オンライン           | Studio 3Hz                    | プロデュース           |
| 2018年 | とある魔術の禁書目録III                                                  | J.C.STAFF                     | プロデュース           |
| 2018年 | ソードアート・オンライン アリシゼーション                                | A-1 Pictures                  | プロデュース           |
| 2019年 | とある科学の一方通行                                                     | J.C.STAFF                     | プロデュース           |
| 2019年 | 俺を好きなのはお前だけかよ                                               | CONNECT                       | プロデュース           |
| 2019年 | ソードアート・オンライン アリシゼーション War of Underworld              | A-1 Pictures                  | プロデュース           |
| 2020年 | とある科学の超電磁砲T                                                    | J.C.STAFF                     | プロデュース           |
| 2020年 | ソードアート・オンライン アリシゼーション War of Underworld（第2クール） | A-1 Pictures                  | プロデュース           |
| 2020年 | 魔法科高校の劣等生 来訪者編                                              | エイトビット                  | プロデュース           |
| 2021年 | 魔法科高校の優等生                                                       | CONNECT                       | プロデュース           |
| 2021年 | 魔法科高校の劣等生 追憶編                                                | エイトビット 新潟エイトビット | プロデュース           |
| 2022年 | シャインポスト                                                           | スタジオKAI                   | 共同原作、プロデュース |
| 2024年 | 魔法科高校の劣等生 第3シーズン                                           | エイトビット                  | プロデュース           |

### 劇場アニメ
| 公開年 | タイトル                                                              | 制作スタジオ | 備考         |
| ------ | --------------------------------------------------------------------- | ------------ | ------------ |
| 2016年 | アクセル・ワールド INFINITE∞BURST                                     | サンライズ   | プロデュース |
| 2017年 | 劇場版 ソードアート・オンライン -オーディナル・スケール-              | A-1 Pictures | プロデュース |
| 2017年 | 劇場版 魔法科高校の劣等生 星を呼ぶ少女                                | エイトビット | プロデュース |
| 2021年 | 劇場版 ソードアート・オンライン -プログレッシブ- 星なき夜のアリア     | A-1 Pictures | プロデュース |
| 2022年 | バブル                                                                | WIT STUDIO   | 脚本監修協力 |
| 2022年 | 劇場版 ソードアート・オンライン -プログレッシブ- 冥き夕闇のスケルツォ | A-1 Pictures | プロデュース |

### ゲーム
| 発売年 | タイトル                                            | 開発元                             | 運営・発売元                       | 備考         |
| ------ | --------------------------------------------------- | ---------------------------------- | ---------------------------------- | ------------ |
| 2016年 | ソードアート・オンライン -インテグラル・ファクター- | バンダイナムコエンターテインメント | バンダイナムコエンターテインメント | 監修         |
| 2016年 | ソードアート・オンライン メモリー・デフラグ         | バンダイナムコエンターテインメント | バンダイナムコエンターテインメント | 監修         |
| 2018年 | ソードアート・オンライン フェイタル・バレット       | ディンプス                         | バンダイナムコエンターテインメント | 監修         |
| 2018年 | トリプルモンスターズ                                | ゲームスタジオ                     | ブシロード                         | 監修         |
| 2018年 | 神角技巧と11人の破壊者                              | N/A                                | スクウェア・エニックス             | プロデュース |
| 2019年 | 東京クロノス                                        | MyDearest                          | Sekai Project                      | プロデュース |
| 2019年 | エンゲージプリンセス〜眠れる姫君と夢の魔法使い〜    | N/A                                | ドワンゴ                           | プロデュース |
| 2019年 | とある魔術の禁書目録 幻想収束                       | ヘッドロック                       | スクウェア・エニックス             | 監修         |
| 2019年 | ゼノンザード                                        | ディンプス                         | バンダイ                           | 共同原作     |
| 2021年 | IDOLY PRIDE                                         | QualiArts                          | QualiArts                          | 共同原作     |
| 2022年 | ソードアート・オンライン ヴァリアント・ショウダウン | バンダイナムコエンターテインメント | バンダイナムコエンターテインメント | 監修         |
| 2024年 | 学園アイドルマスター                                | QualiArts                          | バンダイナムコエンターテインメント | 脚本制作協力 |

### その他
| 年     | タイトル                                                 | 備考                                   |
| ------ | -------------------------------------------------------- | -------------------------------------- |
| 2017年 | 伏見つかさチャンネル                                     | ニコニコチャンネル、プロデュース       |
| 2019年 | LINEノベル                                               | 小説プラットフォーム、共同プロデュース |
| 2021年 | 恋する寄生虫                                             | 実写映画、協力、制作:松竹撮影所        |
| 2022年 | H×STOON                                                  | ウェブトゥーン、共同開発               |
| 2022年 | 男子禁制魔女の国に女体化スキルで入国してみた             | ウェブトゥーン、編集                   |
| 2023年 | ムジカート４コマ劇場                                     | Webコミック、編集                      |
| 2023年 | ギャルだけど、クールな貴女を笑わせたい #お嬢様学校 #入学 | ウェブトゥーン、編集                   |

## 契約作家
- 鎌池和馬（ライトノベル作家）
- 川原礫（ライトノベル作家）
- 高橋弥七郎（ライトノベル作家）
- 伏見つかさ（ライトノベル作家）
- 佐島勤（ライトノベル作家）
- 三秋縋（小説家）
- 駱駝（ライトノベル作家）
- 春日みかげ（ライトノベル作家）
- 榎宮祐（漫画家・イラストレーター・ライトノベル作家・Vtuber）
- 望公太（ライトノベル作家）特定のプロジェクトのみ
- 雪仁（シナリオライター・ライトノベル作家）特定のプロジェクトのみ
- 空伏空人（ライトノベル作家）特定のプロジェクトのみ
- 高橋徹（シナリオライター・ライトノベル作家）特定のプロジェクトのみ
- 喜友名トト（小説家）
- 河野裕（小説家・ゲームデザイナー）特定のプロジェクトのみ
- 知念実希人（小説家・医師）特定のプロジェクトのみ
- 竹宮ゆゆこ（ライトノベル作家・漫画原作者）特定のプロジェクトのみ
- 葵遼太（小説家）
- ブリキ（イラストレーター）特定のプロジェクトのみ
- abec（イラストレーター）
- 石田可奈（アニメーター・イラストレーター）リーガルコンサルのみ
- loundraw（イラストレーター・漫画家・小説家・作詞家・アニメーター・アニメーション監督）一部のリーガルコンサルのみ
- 飯田ぽち。（漫画家・イラストレーター・バーチャルYouTuber・キャラクターデザイナー）特定のプロジェクトのみ
- 切符（イラストレーター・漫画家）